# 'с-Гравензанде
'с-Гравензанде (нід. 's-Gravenzande) — місто в нідерландській провінції Південна Голландія. Входить до муніципалітету Вестланд.
До 2004 року мало статус окремого муніципалітету.

## Галерея

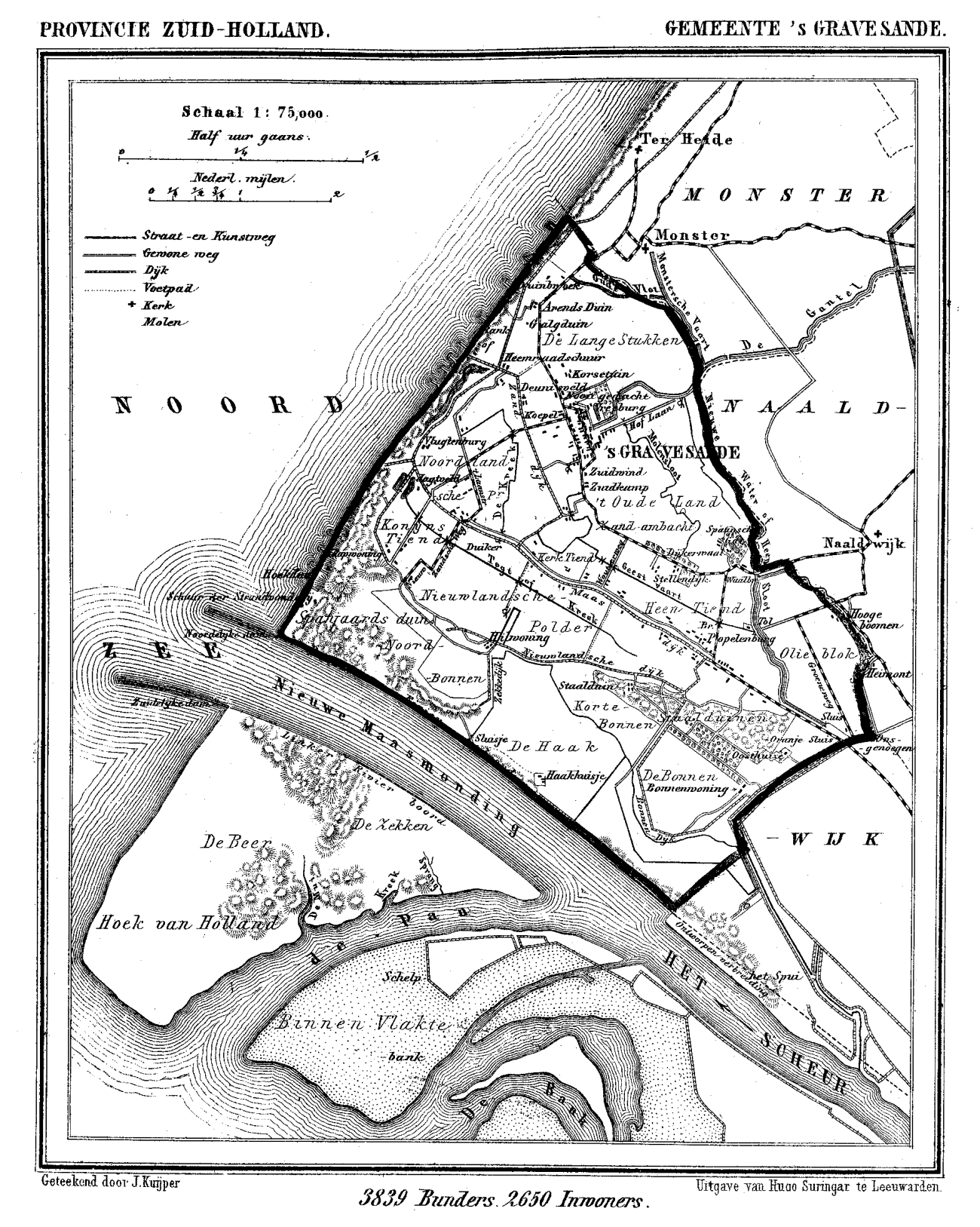
Історична мапа міста (1868)